# Czworookowate
Czworookowate, arguskowate (Anablepidae) – rodzina ryb karpieńcokształtnych. Nazwana tak z powodu nietypowej budowy oka.

## Występowanie
Od południowego Meksyku do południowego krańca Ameryki Południowej. Spotykane głównie w wodach słodkich i słonawych, rzadziej w przybrzeżnych wodach morskich.

## Cechy charakterystyczne
- ciało wydłużone
- gatunki z rodzaju Anableps mają oczy osadzone powyżej wierzchołka głowy, rogówka i źrenica oka rozdzielone tkanką łączną dzielącą oko na dwie części (górną i dolną), osobniki pływające z oczami w linii powierzchni wody są zdolne do obserwowania obrazu w dwóch środowiskach – w wodzie i w powietrzu ponad wodą
- u Jenynsia płetwa odbytowa przekształcona w narząd kopulacyjny tzw. gonopodium, o tyle nietypowy w porównaniu z innymi gatunkami, że u Jenynsia gonopodium może odchylać się tylko w jedną stronę – w lewo lub w prawo, natomiast asymetryczny otwór genitalny samicy ukształtowany jest analogicznie – może przyjmować nasienie tylko z lewej lub tylko z prawej strony
- Anablepinae są żyworodne, Oxyzygonectinae – jajorodne
- osiągają od ok. 3 cm (Jenynsia onca) do 32 cm długości (Anableps microlepis)
- żywią się owadami

## Klasyfikacja
Rodzaje zaliczane do tej rodziny, są grupowane w podrodzinach Anablepinae, Oxyzygonectinae:
Anableps — Jenynsia — Oxyzygonectes